# دوژدویتسا
دوژدویتسا (به بلغاری: Dozhdevitsa) یک منطقهٔ مسکونی در بلغارستان است که در شهرستان کیوستندیل واقع شده‌است.